# Mar de los Sargazos
Mar de los Sargazos es el nombre de una región del océano Atlántico septentrional que se extiende entre los meridianos 70° y 40° O y los paralelos 25° a 35° N. Es un área caracterizada por sus aguas relativamente calmas y la presencia de numerosas algas del género Sargassum, que le dan su nombre.
Está delimitado al oeste por la corriente del Golfo, al norte por la corriente del Atlántico Norte, al este por la corriente de las Islas Canarias y al sur por la corriente Ecuatorial del Atlántico Norte, formando las cuatro juntas un sistema de corrientes oceánicas que circulan en el sentido de las agujas del reloj denominado giro del Atlántico Norte. Se encuentra entre los 20° y 35° de latitud norte y los 40° y 70° de longitud oeste y tiene aproximadamente 1100 kilómetros (594 nmi) de ancho por 3200 km (1727,9 nmi) de largo. Se trata del único mar definido por sus características físicas y biológicas que no tiene presencia de costas.
Aunque todas las corrientes mencionadas depositan plantas marinas y desechos en el mar, el agua oceánica del mar de los Sargazos se distingue por su color azul intenso y su excepcional claridad, con una visibilidad submarina de hasta 60 m (196,9 pies).
Sus características distintivas, en especial la calma y la presencia de enormes cantidades de algas flotantes, han hecho del mar de los Sargazos un escenario propicio para la creación literaria y, también, para las obras de la llamada cultura de masas.

## Historia
La existencia de esta región no fue conocida por los navegantes europeos hasta finales del siglo XV; sin embargo, existen menciones antiguas que pueden referirse al mar de los Sargazos. Una de ellas es Ora maritima (Las costas marítimas), un poema escrito en el siglo IV por Avieno (305-375), en uno de cuyos fragmentos se describe una porción del Atlántico como cubierta de algas y sin viento, y cita un relato ahora perdido del siglo V a. C. del cartaginés Himilcón el Navegante (siglo VI-V a. C.).
El propio Colón conocía este relato y pensaba que Himilcón había llegado al mar de los Sargazos, al igual que otros exploradores; sin embargo, los estudiosos modernos lo consideran improbable.
Según el cartógrafo musulmán ceutí Muhammad al-Idrisi (1100-1165), un grupo de marinos conocido como Mugharrarūn (‘aventureros’) enviados por el sultán almorávide Ali ibn Yusuf (1084-1143), y bajo el mando del almirante Ahmad ibn Umar, llegó a una parte del océano Atlántico cubierta por algas, que algunos han identificado como el mar de los Sargazos.
El primer relato escrito conocido acerca del mar de los Sargazos se remonta a 1492, en que el navegante Cristóbal Colón (1451-1506) escribió sobre la presencia de estas algas marinas, las cuales escondían aguas poco profundas que podrían hacerlos encallar, así como la falta de viento que temía que los atrapara.
En 1609, el navío británico Sea Venture fue arrastrado por el viento hasta la costa de Bermudas.
En este mar también se ha practicado la caza de ballenas y la pesca.
Las expediciones Dana (de 1920 a 1922), dirigidas por el biólogo danés Johannes Schmidt (1877-1933), determinaron que los lugares de cría de la anguila europea se encontraban en el mar de los Sargazos.
El mar ha desempeñado un papel en otros esfuerzos pioneros de investigación, como la inmersión del naturalista estadounidense William Beebe (1877-1962) y el buzo estadounidense Otis Barton (1899-1992) en 1932, donde realizaron observaciones de animales y emisiones de radio.
A finales de la década de 1950 John Swallow (1923-1994) investigó este mar con un flotador oceanográfico, 
En la década de 1980, un equipo de investigadores descubrieron el Prochlorococcus.
También se han llevado a cabo diversos programas de recopilación de datos oceanográficos, como los de Henry Stommel (1920-1992).
En julio de 1969, el empresario y navegante aficionado británico Donald Crowhurst (1932-1969) desapareció después de que su yate quedara encallado en el mar de los Sargazos. Había estado compitiendo en la Sunday Times Golden Globe Race, una circunnavegación en solitario, cuando su barco, mal preparado, empezó a hacer agua. Abandonó su intento de circunnavegación, pero informó por radio de posiciones falsas en un intento de dar la impresión de que seguía participando. Finalmente, Crowhurst acabó a la deriva en el mar de los Sargazos, donde se deterioró psicológicamente, llenando sus cuadernos de bitácora de especulaciones metafísicas y comentarios delirantes. Su última anotación data del 1 de julio de 1969, y su yate fue hallado desocupado y a la deriva el 10 de julio. No está claro si su muerte se debió a un suicidio o a un accidente.

## Características físicas

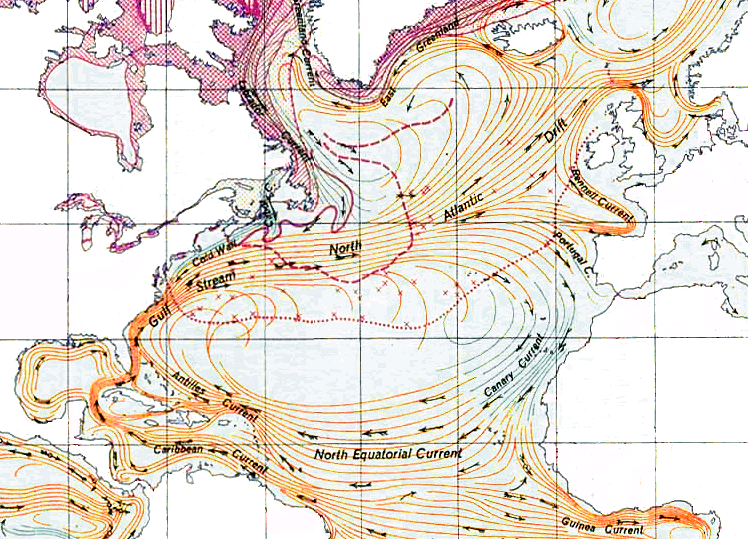
El giro del Atlántico Norte, un vórtice de corrientes oceánicas que gira en el sentido de las agujas del reloj en el Océano Atlántico Norte.

El sector, con una superficie total —aunque variable— de 3 500 000 km², se caracteriza por la frecuente ausencia de vientos o corrientes marinas, y la abundancia de plancton y algas, estas últimas formando «bosques» marinos superficiales que pueden extenderse de horizonte a horizonte y que constituyeron, junto a las «calmas chichas», un formidable escollo para la navegación desde la época del descubrimiento de América.
Las corrientes circundantes se interceptan tangencialmente impulsando las aguas interiores en lentos círculos concéntricos de sentido horario, cuyo amplio centro no tiene movimiento aparente y es de una calma eólica notable. En efecto, el área, de forma ovalada, es de límites difusos ya que no baña tierra firme —con la única excepción de las islas Bermudas—, y sus límites los constituyen importantes corrientes oceánicas: al Oeste la corriente del Golfo, al Norte la corriente del Atlántico Norte, al Este la corriente de las Islas Canarias y al Sur la corriente Ecuatorial del Norte.
Las corrientes que lo circundan determinan un sistema de aguas superficiales relativamente cálidas que se mueven muy lentamente en sentido horario, sobre las aguas más profundas del océano, mucho más frías y densas. Esta estratificación del agua por densidades, provocada por la diferencia de temperatura, tiene importantes consecuencias ecológicas. En las aguas superficiales, donde llega la luz, abunda el plancton vegetal, que consume sales como los fosfatos y nitratos. Debido a la diferencia de densidad, el agua de la superficie apenas se mezcla con el agua fría y rica en minerales de las capas inferiores, que podría reponer las sales consumidas. Por esta razón, en las regiones superiores del mar de los Sargazos apenas existe vida animal, y carecería de interés biológico si no fuera por el alga que le da el nombre, el sargazo (género Sargassum), que forma grandes campos, rebosantes de organismos marinos.

## Historia de su denominación

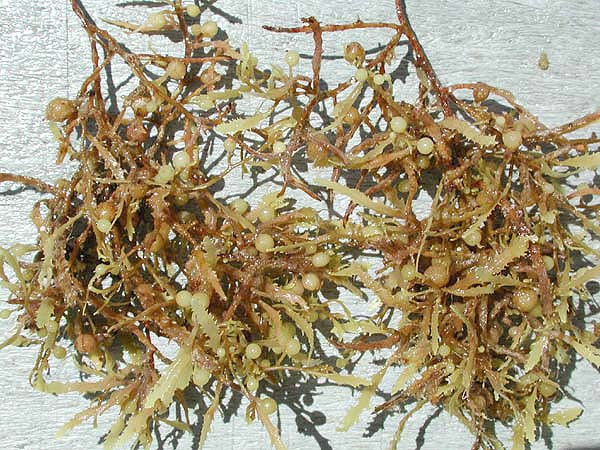
Alga de sargazo.

Fueron los navegantes portugueses quienes pusieron el nombre al alga y al mar. El sargazo es un alga que forma grandes conjuntos enmarañados, que se mantienen a flote por medio de vejigas llenas de gas, y se extienden hasta el horizonte. En aquel entonces se pensó que las algas frenaban las embarcaciones, pero como se supo más tarde, las naves eran frenadas por la Corriente del Golfo. Como estos hombres venían de un país donde abundan las vides, los conjuntos de vejigas de gas de aquella planta les parecieron racimos de uvas de una variedad denominada salgazo. Así fue como el mar de los Sargazos adquirió su nombre. El sargazo desciende de un tipo de alga que suele crecer adherida a las rocas cerca de la costa, pero se adaptó del todo a la vida pelágica y ahora flota en las capas superiores del océano.
Es el lugar elegido por las anguilas para el desove durante todo el año.

## Ecología

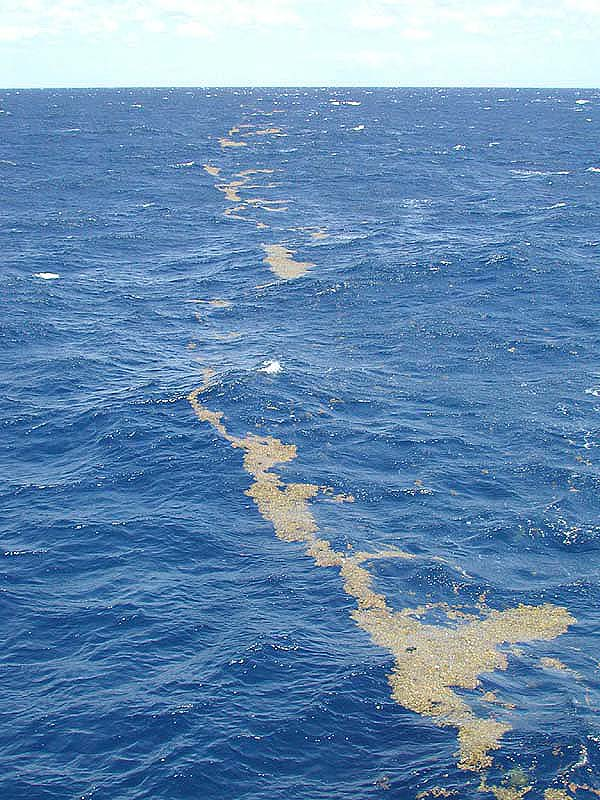
Líneas de sargazo en el Mar de los Sargazos.

El mar de los Sargazos alberga algas del género Sargassum, que flotan en masa en la superficie. El Gran cinturón del Atlántico de sargazo es la mayor masa de este tipo del mundo. Por lo general, las masas de sargazo no suponen una amenaza para la navegación, y los incidentes históricos de veleros atrapados en ellas se deben a los vientos, a menudo en calma, de las latitudes del caballo.
El mar de los Sargazos desempeña un papel en la migración de especies de anguilas catádromas como la anguila europea, la anguila americana y el congrio americano. Las larvas de estas especies eclosionan en el mar y, a medida que crecen, viajan a Europa o a la costa este de Norteamérica. Más adelante en su vida, la anguila madura emigra de nuevo al mar de los Sargazos para desovar. También se cree que, tras la eclosión, las tortugas bobas jóvenes utilizan corrientes como la Corriente del Golfo para viajar al Mar de los Sargazos, donde utilizan el sargazo para protegerse de los depredadores hasta que maduran. El pez de los Sargazos es una especie de pez sapo especialmente adaptada para mezclarse entre las algas.
A principios de la década de 2000, se tomaron muestras del mar de los Sargazos como parte de la Expedición Global de Muestreo Oceánico, para evaluar su diversidad de vida microbiana mediante metagenómica. Contrariamente a las teorías anteriores, los resultados indicaron que la zona tiene una gran variedad de vida procarionte.

## En la cultura popular
Las características singulares del mar de los Sargazos, que entorpecen la navegación a vela, han hecho de dicho mar una metáfora del estancamiento y han inspirado numerosas leyendas sobre las cuales se crearon obras de ficción.

### Literatura
- Julio Verne (1828-1905) lo describe en su novela Veinte mil leguas de viaje submarino (1869).
- William Hope Hodgson (1877-1918) ambientó en el mar de los Sargazos varios de sus cuentos de terror marino, en un estilo similar al de H. P. Lovecraft (1890-1937).
- Horacio Quiroga (1878-1937) menciona al mar de los Sargazos en su cuento Los buques suicidantes (1917).
- Ezra Pound (1885-1972) abre su poema Retrato de una dama con este verso: «Tu mente y tú son nuestro mar de los Sargazos».[23]
- Jean Rhys (1890-1979) sitúa en el Caribe la acción de su segunda novela, titulada Ancho mar de los Sargazos (1966).
- Claude Lévi-Strauss (1908-2009) lo describe al comienzo del capítulo 8 (titulado «El mar de los Sargazos») del libro Tristes trópicos.[24]
- Adrian Conan Doyle (1910-1970), escritor británico, hijo de Arthur Conan Doyle (1859-1930), sitúa en él la acción del relato titulado El enamorado de los llanos coralinos.
- Ernesto Sábato (1911-2011) lo nombra en Sobre héroes y tumbas (1961), también como una fortaleza infranqueable.
- A. Bertram Chandler (1912-1984), en su libro En el universo alternativo describe un «supermar» en el espacio, donde los protagonistas descubren muchas naves espaciales y marinas perdidas, algunas históricas y otras ficticias, que «han atravesado una barrera dimensional»: el autor parece haberse inspirado en la idea de Charles Hoy Fort, investigador de fenómenos anormales, que llamó «mar supersargazo» a la dimensión del espacio donde van las cosas perdidas.[25]
- Julio Cortázar (1914-1984) lo menciona en Prosa del observatorio.
- Patrick O'Brian (1914-2000) lo menciona en la décima novela de la saga Aubrey-Maturin La costa más lejana del mundo, dando precisiones sobre la posición donde los vientos alisios pierden fuerzas y las maniobras que debían efectuar las naves a vela en el siglo XVIII para evitar quedar atrapadas.
- La premio nobel Doris Lessing (1919-2013), en Instrucciones para un descenso al infierno, narra las desvariadas aventuras de Charles Walkings, condenado a navegar entre las corrientes que van a dar al mar de los Sargazos.
- Alice Munro (1931-2024), en su libro La vida de las mujeres, hace mención varias veces al conocimiento de este mar como prueba de inteligencia entre niños.
- Donna Tartt (1963-) hace alusión al mismo en su libro El jilguero, como metáfora de una habitación a la que van a parar objetos desterrados de otras habitaciones.

### Música
- Los guitarristas de jazz John Abercrombie y Ralph Towner publicaron en 1976 un disco titulado Sargasso Sea.
- El guitarrista Michael Lee Firkins, en su disco del año 1990, llama a uno de sus temas «The Sargasos Sea».
- El primer disco de Skay Beilinson (exguitarrista de los Redonditos de ricota) se titula A través del mar de los Sargazos (2002).

### Cómics y series
- En el universo de Marvel 1602, los Cuatro Fantásticos, adquieren sus poderes después de navegar por el Mar de los Sargazos.
- En la serie animada Jonny Quest de 1964, el episodio Mystery of the Lizard Men transcurre en este mar.